# 怀特河南汊
怀特河南汊（英語：South Fork White River）是怀特河的一条支流，长约38.6-英里（62.1-）。河流的源头是加菲尔德县的平顶荒野地区。它与怀特河北汊在里奥布兰科县汇合形成怀特河。